# El mensaje de otros mundos
El mensaje de otros mundos. El testimonio excepcional de una experiencia única, siete horas a bordo de una nave espacial extraterrestre es un libro sobre ufología publicado en 1982 por el escritor español Eduardo Pons Prades.

## Sinopsis
Libro escrito por el historiador Eduardo Pons Prades en el que narra su presunta abducción extraterrestre durante unas vacaciones de 1981 en los Pirineos. Fue una obra importante en el campo de la ufología, no solo por el contenido del relato sino por la relevancia del testigo. Pons Prades fue un reconocido intelectual libertario catalán especializado en la Guerra Civil Española, así como, antes de vivir su experiencia, un verdadero escéptico y desconocedor del tema ovni. Filosóficamente, fue además, un racionalista convencido.
A pesar de todo ello, puso todo su empeño en escribir y publicar este libro siendo consciente de poner en tela de juicio su prestigio, convirtiéndose en una rareza de entre las clásicas historias de ovnis que se hicieron populares en décadas pasadas. El autor mantuvo la veracidad de los hechos hasta el final de sus días.